# Scotophaeus nigrosegmentatus
Scotophaeus nigrosegmentatus är en spindelart som först beskrevs av Simon 1895.  Scotophaeus nigrosegmentatus ingår i släktet Scotophaeus och familjen plattbuksspindlar. Inga underarter finns listade i Catalogue of Life.